# アンリ・アルピニー
アンリ・アルピニー(Henri-Joseph Harpignies、1819年6月28日 - 1916年8月28日）はフランスの風景画家である。ジャン＝バティスト・カミーユ・コローと活動し「バルビゾン派」の画家の一人に数えられる。

## 略歴
ノール県のヴァランシエンヌで生まれた。はじめ商人として働き、画家を志したのは27歳になった1848年で、パリで風景画家のジャン・アシャール(Jean Achard: 1807–1884)の弟子になった。1850年から1852年の間はドイツ、オランダ、イタリアを旅して修行した。1852年に帰国しパリにスタジオを開き、1853年に故郷の風景や、イタリアの風景を描きパリのサロンにデビューした。1861年にアリエ川のほとりの林の風景を描いた作品が高い評価を受けた。コローと1860年に再びイタリアを旅するなど、ともに行動し、コローの作品から影響を受けた。
文学者のアナトール・フランスはアルピニーを「木々と平和な田舎を描くミケランジェロ(Michel-Ange des arbres et des campagnes paisibles)」と評した。
1868年と 1869年の展覧会でメダルを獲得した。1900年のパリ万国博覧会の展覧会で金メダルを受賞した。
レジオンドヌール勲章は1875年にシュヴァリエ、1883年にオフィシエ、1901年にコマンドゥール、1911年にグラントフィシエを受勲した。

## 作品

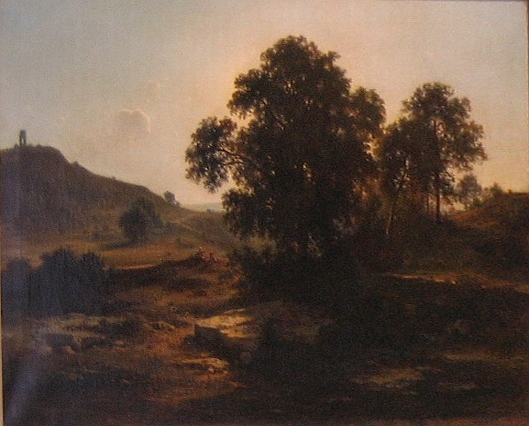
リール (フランス)リールの風景(1891)
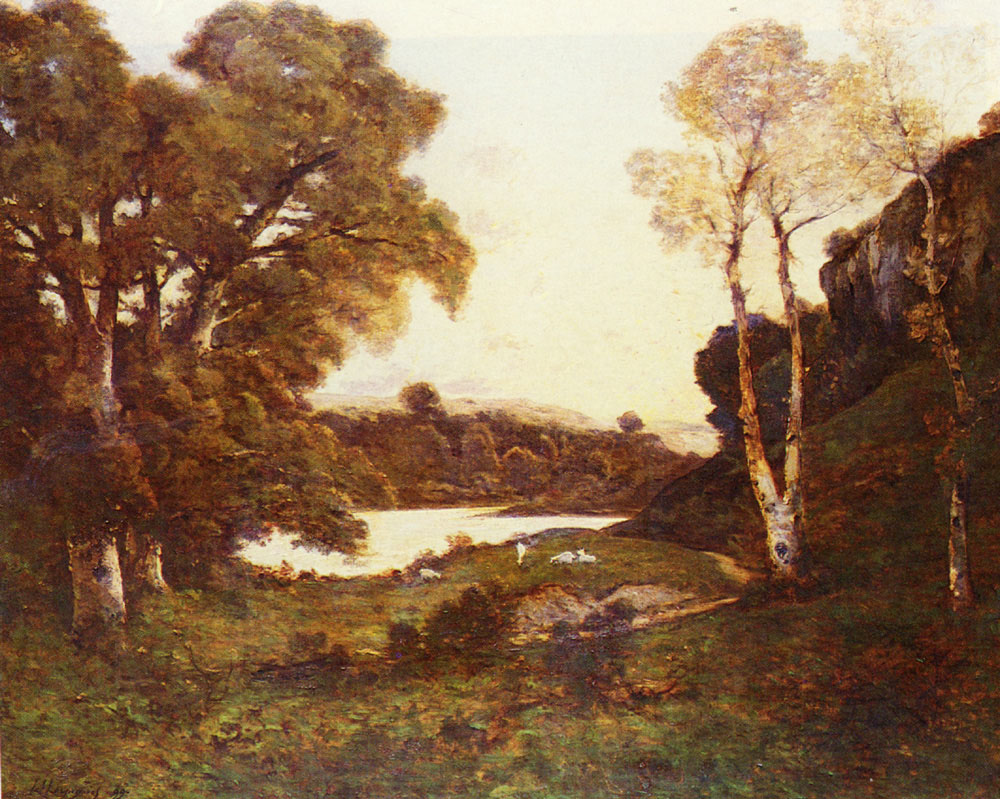
夕暮れの湖畔の山羊の群れ
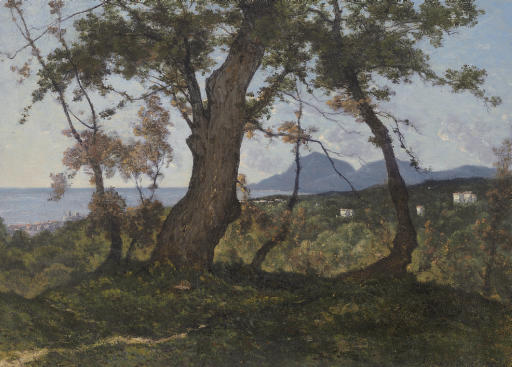
地中海を望む林の風景
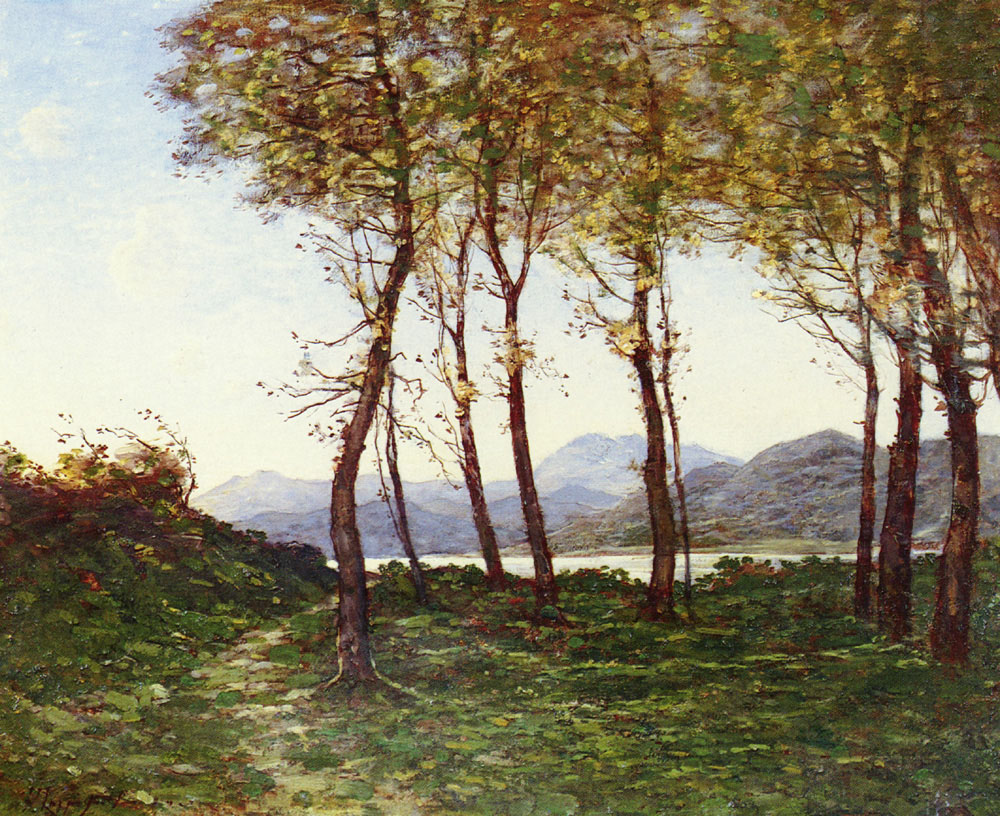
マントン近くの風景

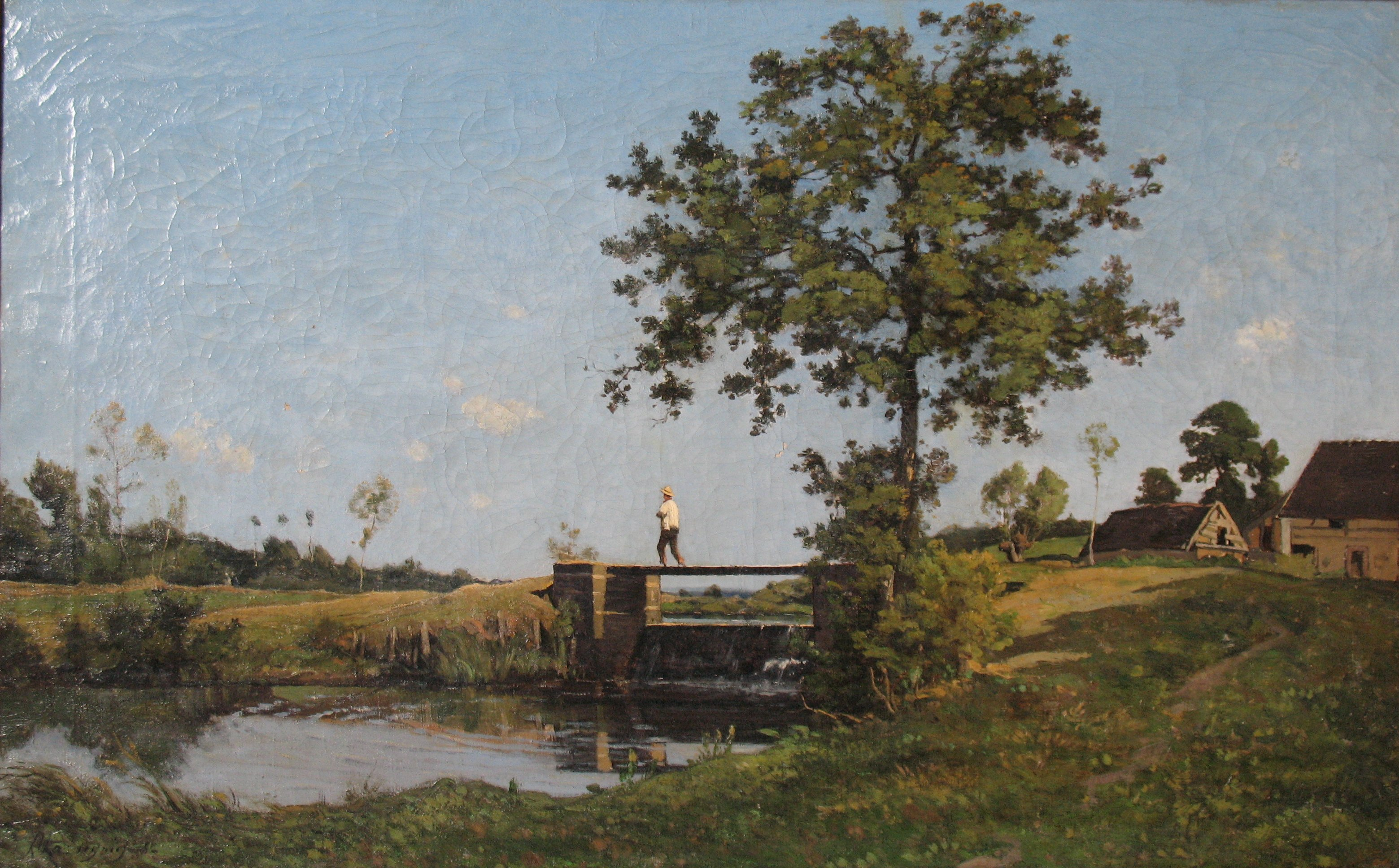
風景画 (1880)
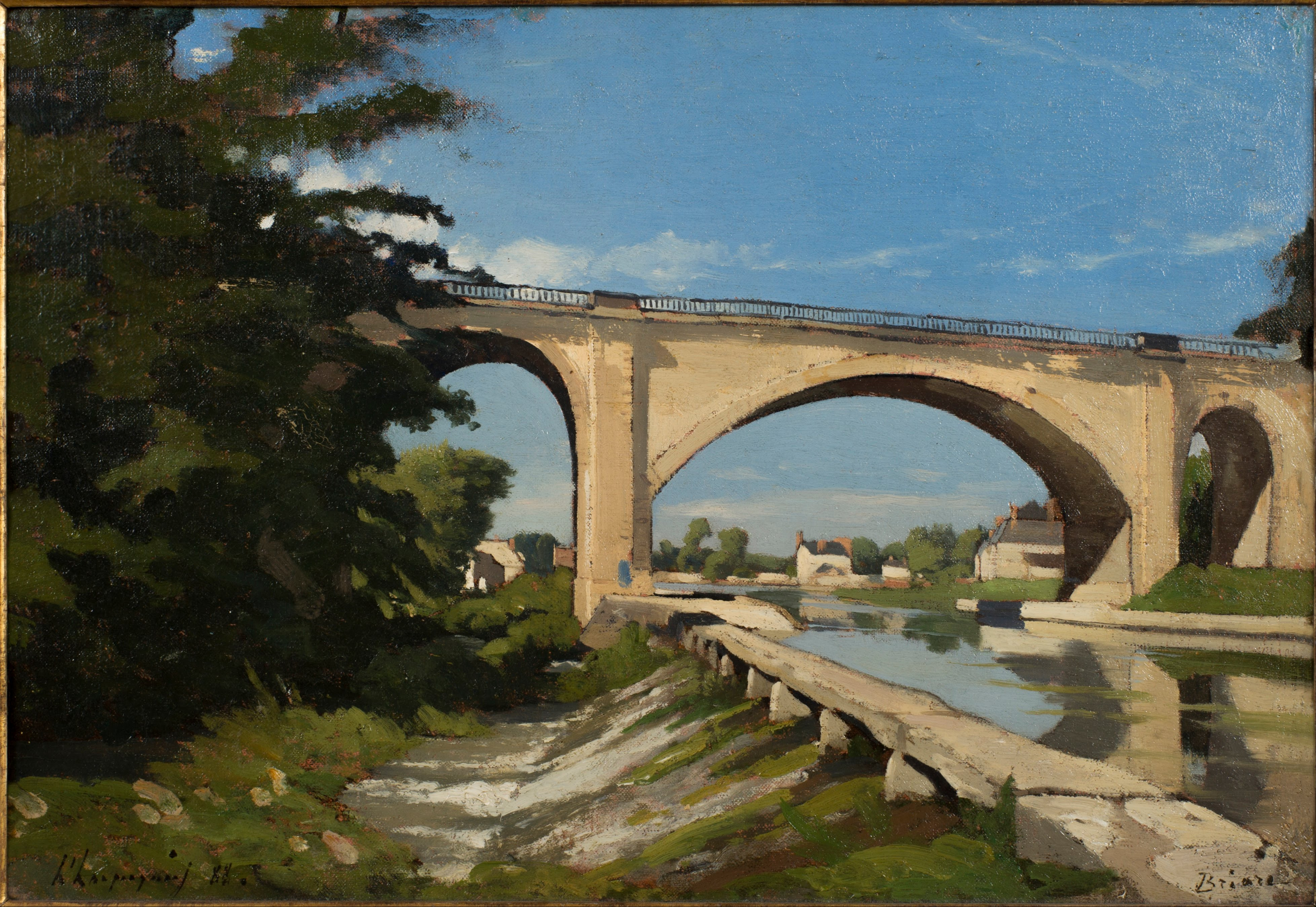
ブリアールの鉄道橋
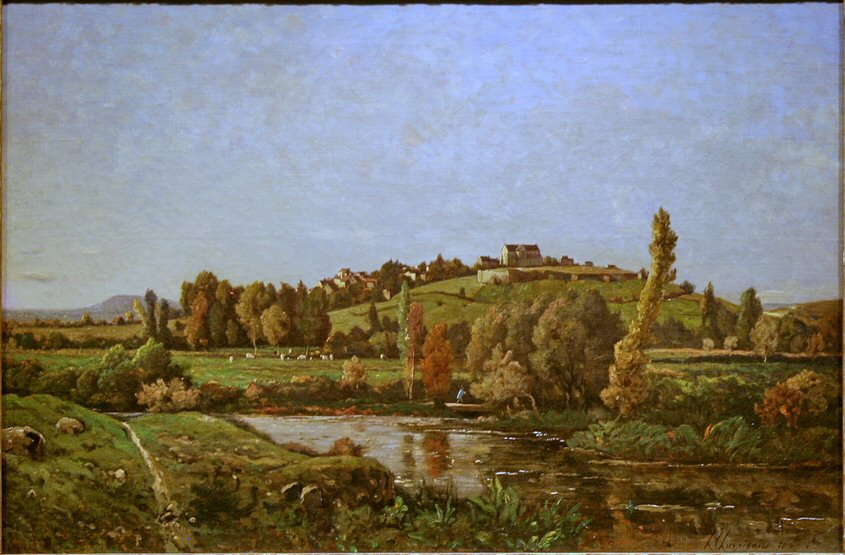
ヴァランシエンヌの風景